# G1239/1238、G1240/1237次列车
G1239/1238、G1240/1237次列车是中国铁路运行于黑龙江省双鸭山市双鸭山西站至河北省省会石家庄市石家庄站的高速动车组列车，自2018年7月1日起开行，由哈尔滨局集团哈尔滨客运段担任客运乘务，途径黑龙江省、吉林省、辽宁省、天津市、河北省一市四省。其中双鸭山西站至石家庄站运行11小时30分，使用车次为G1239/1238次；石家庄站至双鸭山西站运行12小时11分，使用车次为G1240/1237次。

## 历史
2018年7月1日，原哈尔滨西~天津西G376/375次列车延长至石家庄站始发终到，车次调整为G1239/1238、G1240/1237次。
2019年7月10日，本对列车延长至佳木斯站始发终到。
2021年12月6日，配合牡佳客专开通，本对列车延长至双鸭山西站始发终到。

## 使用列车
G1239/1238、G1240/1237次列车现使用配属哈尔滨局集团哈尔滨西动车运用所的CRH380BG，重联运行。